# Касас, Оскар
Оскар Касас Сьерра (исп. Óscar Casas Sierra; род. 21 сентября 1998, Барселона, Испания) — испанский актёр, начавший свою карьеру всего в 7 лет, а также сыгравший более чем в 30 художественных фильмах и на телевидении.

## Биография
Касас родился 21 сентября 1998 года в Барселоне. На телевидении он дебютировал как актёр в возрасте 6 лет в сериале «Летняя бабушка», а в 8 лет впервые попробовал себя в полнометражном кино, снявшись в фильме 2006 года «53 дня зимы». Из-за своего сходства со своим старшим братом Марио Касасом, который также является актёром, он иногда исполнял роли персонажей, которых Марио играл в начале своей карьеры, в более младшем возрасте. Первую свою главную роль в фильме Оскар получил, сыграв в фильме «Мечта Ивана».

## Фильмография

### Фильм
| Год  | Русское название | Оригинальное название | Роль           | Примечания        | Сноски |
| ---- | ---------------- | --------------------- | -------------- | ----------------- | ------ |
| 2006 | 53 дня зимы      | 53 días de invierno   |                | Дебют в кино      |        |
| 2007 | Детский дом      | El orfanato           | Томас Эспозито | Спектакль в маске | [ 3 ]  |
| 2011 | Сон Ивана        | El sueño de Iván      | Иван           |                   | [ 4 ]  |
| 2021 | Экстремо         | Xtremo                | Лео            |                   | [ 5 ]  |
| 2022 | ХоллиБлад        | HollyBlood            | Хави           |                   | [ 6 ]  |

### Телевидение
| Год     | Русское название                | Оригинальное название          | Роль           | Примечания                          | Сноски        |
| ------- | ------------------------------- | ------------------------------ | -------------- | ----------------------------------- | ------------- |
| 2005    | Летняя бабушка                  | Abuela de verano               | Мигель         | 13 серий                            |               |
| 2006    | Серранос                        | Los Serrano                    | Альберто       | 2 серий                             | [ 7 ]         |
| 2009-14 | Красный орёл                    | Águila Roja                    | Габи           | 54 серий                            | [ 2 ] [ 8 ]   |
| 2017    | Если бы это был ты              | Si fueras tú                   | Рафаэль Кастро |                                     | [ 9 ]         |
| 2018    | Расскажи мне, как это произошло | Cuéntame cómo pasó             | Бруно          | Представлен в 19 сезоне             | [ 9 ] [ 10 ]  |
| 2019    | Инстинкт                        | Instinto                       | Хосе Мур       | Младший брат персонажа Марио Касас. | [ 11 ]        |
| 2020    | Вечно ведьма                    | Siempre bruja (Always a Witch) | Кобо           | Представлен во 2 сезоне             | [ 12 ] [ 13 ] |
| 2021    | Ягуар                           | Jaguar                         | Кастро         |                                     | [ 14 ]        |